# جويل بريتشارد
جويل بريتشارد هو شخصية أعمال وسياسي أمريكي، ولد في 5 مايو 1925 في سياتل في الولايات المتحدة، وتوفي في 9 أكتوبر 1997 في أولمبيا في الولايات المتحدة. نشط حزبياً في الحزب الجمهوري. وقد انتخب عضو مجلس نواب واشنطن ‏ وانتخب عضو مجلس النواب الأمريكي ‏.